# Atlanta (Teksas)
Atlanta je grad u američkoj saveznoj državi Teksas. Prema popisu stanovništva iz 2010. u njemu je živjelo 5.675 stanovnika.